# Марк Фурий Бибакул
Марк Фу́рий Бибаку́л (лат. Marcus Furius Bibaculus; родился, предположительно, в 103 году до н. э., Кремона, Цизальпийская Галлия, Римская республика — умер после 60 года до н. э.) — древнеримский поэт-неотерик («модернист»), современник Публия Валерия Катона.

## Биография
Mapк Фурий Бибакул родился, согласно Святому Иерониму, в Кремоне в 103 году до н. э., то есть в год смерти Луцилия и Турпилия.
По политическим настроениями Марк Фурий был республиканцем и критически относился к Гаю Юлию Цезарю и его пасынку. Эпиграммы политического содержания на двух последних, а также их сторонников и принесли Бибакулу большую известность.
В «Наставлениях оратору» Квинтилиан говорит, что ямбы Бибакула по едкости не уступали Катуллу. Риббек видит в нём автора пятой из маленьких поэм в «Catalecta», приписываемой, обыкновенно, Вергилию. Кирхнер (Commen. zu Hor. S. I) прибавляет, что Бибакулу принадлежат также 8 первых строк X сатиры I книги Горация.
Л. Мюллер собрал в своём издании Катулла (Лейпц., Тойбнера, 1870) несколько незначительных отрывков, приписываемых Бибакулу. Иногда Фурия отождествляют с поэтом Фурием, которого часто высмеивает Гораций, называя того «Alpinus». Однако, представляется маловероятным, что это — один и тот же человек. К тому же известно, что некий Фурий входил в число друзей Гая Валерия Катулла.